# Martelo (osso)
O martelo é um ossículo par do ouvido médio, presente apenas nos mamíferos, originado da porção ventral do primeiro par de arcos faríngeos que filogeneticamente corresponde a uma modificação do osso articular de répteis. Juntamente com os ossículos estribo e bigorna forma uma cadeia articulada responsável pela audição. A presença desses três ossículos possibilitou o melhoramento da audição dos mamíferos.
O martelo é exclusivo dos mamíferos, e evoluiu a partir de um osso da mandíbula inferior em amniotas basais chamado de articular, que ainda faz parte da articulação da mandíbula em répteis e aves.
Em conjunto com os outros ossículos (bigorna e estribo), forma uma cadeia óssea, sendo responsável pela transmissão das pressões recebidas pelo tímpano à janela oval.

## Significado clínico
O martelo pode ser palpado por cirurgiões durante a cirurgia de orelha. Pode ficar fixo devido a complicações cirúrgicas, causando perda auditiva. Isso pode ser corrigido com cirurgia adicional.

## História
Várias fontes atribuem a descoberta do martelo ao anatomista e filósofo Alessandro Achillini. A primeira breve descrição escrita do martelo foi por Berengario da Carpi in his Commentaria super anatomia Mundini (1521). Niccolo Massa's Liber introductorius anatomiae described the malleus in slightly more detail and likened both it and the incus to little hammers terming them malleoli.

## Outros animais
O martelo é exclusivo dos mamíferos, e evoluiu de um osso da mandíbula em amniotes basais chamado de articular, que ainda faz parte da articulação da mandíbula em répteis e aves.

## imagens
- Ossículos
- Cabeça e pescoço de um embrião humano com dezoito semanas de idade, com cartilagem de Meckel e osso hióide expostos.
- Orelha externa e média, abertas pela frente. Lado direito.
- Cadeia de ossículos e seus ligamentos, vistos de frente em uma seção transversal vertical do Tímpano.
- CT imagem de martelo.
- Ossículos auditivos. Cavidade timpânica. Dissecção profunda.
- Ossículos auditivos. Incus e martelo. Dissecção profunda.